# 佛爾卿額
佛爾卿額（？ —？），字孟昭，号黻庭，伊尔根觉罗氏，满洲正红旗人。乾隆庚辰举人，辛卯进士。
翰林院散馆后授检讨。

## 家庭成员
- 祖二達色；
- 父興泰，乾隆辛酉举人，户部郎中；
- 胞弟武爾卿額，国子监助教、穆克登額，云南知州、乌什杭阿，吏部笔帖式；
- 子鍾秀，嘉庆壬戌进士；
- 胞侄鍾慶，嘉庆壬戌科兄弟同榜进士。[3]